# Apennin-Kultur

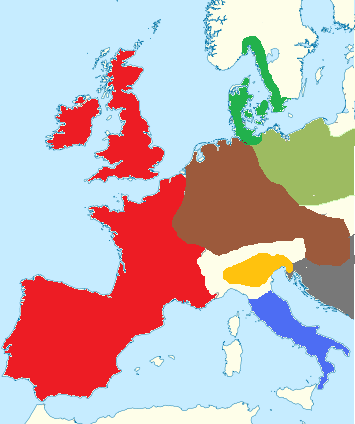
Westeuropa in der Bronzezeit: Die Apennin-Kultur ist blau, die Terramare-Kultur gelb dargestellt.

Die Apennin-Kultur (italienisch Cultura appenninica) ist eine archäologische Kultur in Mittel- und Süditalien  der italienischen Mittleren Bronzezeit (15. bis 14. Jahrhundert v. Chr.).
In der Mitte des 20. Jahrhunderts wurde der Apennin in die Unterphasen Proto, Früh, Mittel und Spät eingeteilt, heute ziehen es die Archäologen jedoch vor, als „Apennin“ nur den ornamentalen Keramikstil der späteren Phase der Mittelbronzezeit (BM3) zu betrachten. Dieser Phase gehen die Grotta Nuova-Fazies (Mittelitalien) und die Protoapennin-B-Fazies (Süditalien) voraus, gefolgt von den Subapennin-Fazies des 13. Jh. v. Chr. (auch „Bronzo Recente“ genannt). Apennin-Keramik ist eine brünierte Ware, die mit Spiralen, Mäandern und geometrischen Zonen eingeschnitten ist und mit Punkten oder Querstrichen gefüllt ist. Sie wurde auf der Insel Ischia in Verbindung mit LHII- und LHIII-Keramik und auf Lipari in Verbindung mit LHIIIA-Keramik gefunden, wobei diese Assoziationen es auf die späte Bronzezeit datieren, wie es in Griechenland und der Ägäis definiert wird.

## Gesellschaft
Die Menschen der Apennin-Kultur waren alpine Viehhirten, die ihre Tiere auf den Wiesen und Wäldern des gebirgigen Mittelitaliens weideten. Sie lebten in kleinen Weilern, die an verteidigungsfähigen Orten lagen. Auf ihren Wanderungen zwischen den Sommerweiden errichteten sie provisorische Lager oder lebten in Höhlen und Felsunterkünften. Ihr Verbreitungsgebiet war nicht unbedingt auf die Hügel beschränkt; ihre Keramik wurde sowohl auf dem Kapitol in Rom als auch auf den zuvor genannten Inseln gefunden.

## Zuschreibungen ethnischer Zugehörigkeiten
Im 19. und zu Beginn des 20. Jahrhunderts wurden von verschiedenen Theoretikern verschiedene ethnische Zuschreibungen für die apenninische Kultur gemacht. Im 20. Jahrhundert verwarf der italienische Etruskologe Massimo Pallottino diese als zu simpel. Zumindest in Bezug auf Italien verwarf er das nach Gustaf Kossinna benannte Kossinna-Gesetz (auch lex Kossinna), das besagt, dass Sprachen und ethnische Gruppen mit archäologischen Gruppen identifiziert werden müssen. Daher argumentierte Pallottino, dass Begriffe wie „die Terramare-Kultur“ oder „die Apennin-Kultur“ keine ethnische oder sprachliche Bedeutung haben.
Der Apennin endete mit der Ausbreitung der „proto-villanovischen-Kultur“ von Norden her. Sie verbreitete sich in ganz Italien und führte die Feuerbestattung ein; in Italien existierte die Feuerbestattung jedoch neben der fortgesetzten Bestattung. Bis zum Beginn der Villanovakultur hatten sich zwei regionale Kulturen herausgebildet: diejenigen, die sowohl die Feuerbestattung als auch die Bestattung praktizierten, und diejenigen, die nur die Bestattung praktizierten. Der Fluss Tiber bildete eine natürliche Trennungslinie. Er trennte auch die beiden Hauptsprachgruppen: Etruskisch und Italisch. Was auch immer das Proto-Villanovan kulturell darstellt, es kann keine einheitliche Sprache oder ethnische Gruppe gewesen sein; daher ist eine „italische“ Invasion zu dieser Zeit auszuschließen.
Pallottino stellt die zeitgenössische Sichtweise, wie die indoeuropäischen Sprachen auf das linke Tiberufer und nach Süden und Osten gelangten, wie folgt dar. Drei Wellen von Sprechern indoeuropäischer Sprachen, die eng verwandte Sprachen sprachen, kamen im Laufe der Zeit in kleinen Gruppen über das Adriatische Meer und zogen landeinwärts. Die erste entstand im Mittelneolithikum, beginnend mit der Vasi-a-bocca-quadrata-Kultur, und setzte sich im restlichen Neolithikum und im Proto- und früheren Apennin durch. Die lateinische Sprache entwickelte sich schließlich aus ihrer Sprache, und zwar in Italien.
Die zweite Welle wird mit der mykenischen Zivilisation der späten Bronzezeit in Verbindung gebracht und brachte die Vorfahren der Sprecher der italischen Sprache nach Mittel- und Süditalien. Sie setzten sich im restlichen Apennin durch. Die dritte Welle kam mit der „proto-villanovanischen-Kultur“ und ist letztlich für die Sprecher der venetischen Sprache verantwortlich. Pallottino räumt ein, dass dies eine vorsichtige und unbewiesene Interpretation der sprachlichen und archäologischen Beweise ist, aber er hält sie für besser als die frühere Auffassung einer Invasion der Italiker aus dem Norden in der Terramare-Kultur, die sich vom frühen Apennin unterschied und parallel zu ihr verlief.
Die apenninische Kultur wurde nach dieser Theorie immer hauptsächlich von Sprechern unbekannter Sprachen des italischen Zweigs des Indoeuropäischen ausgeübt, aus dem später die historischen Sprachen hervorgingen. Der Begriff „Proto-Italienisch“ ist nach Pallottinos Ansicht weniger nützlich, da es in Italien keine einzige Proto-Sprache gab. Eine solche Sprache hätte es auf der anderen Seite der Adria (Illyrien) im Neolithikum gegeben. Die Lebensweise der Bevölkerung im Apenningebirge stimmt auch mit einer Etymologie von Italia als („Land der Kälber“ von vitulus „Kalb“) überein (siehe unter Italien).

## Stätten
Im Folgenden werden einige der wichtigsten Stätten der Kultur beschrieben.

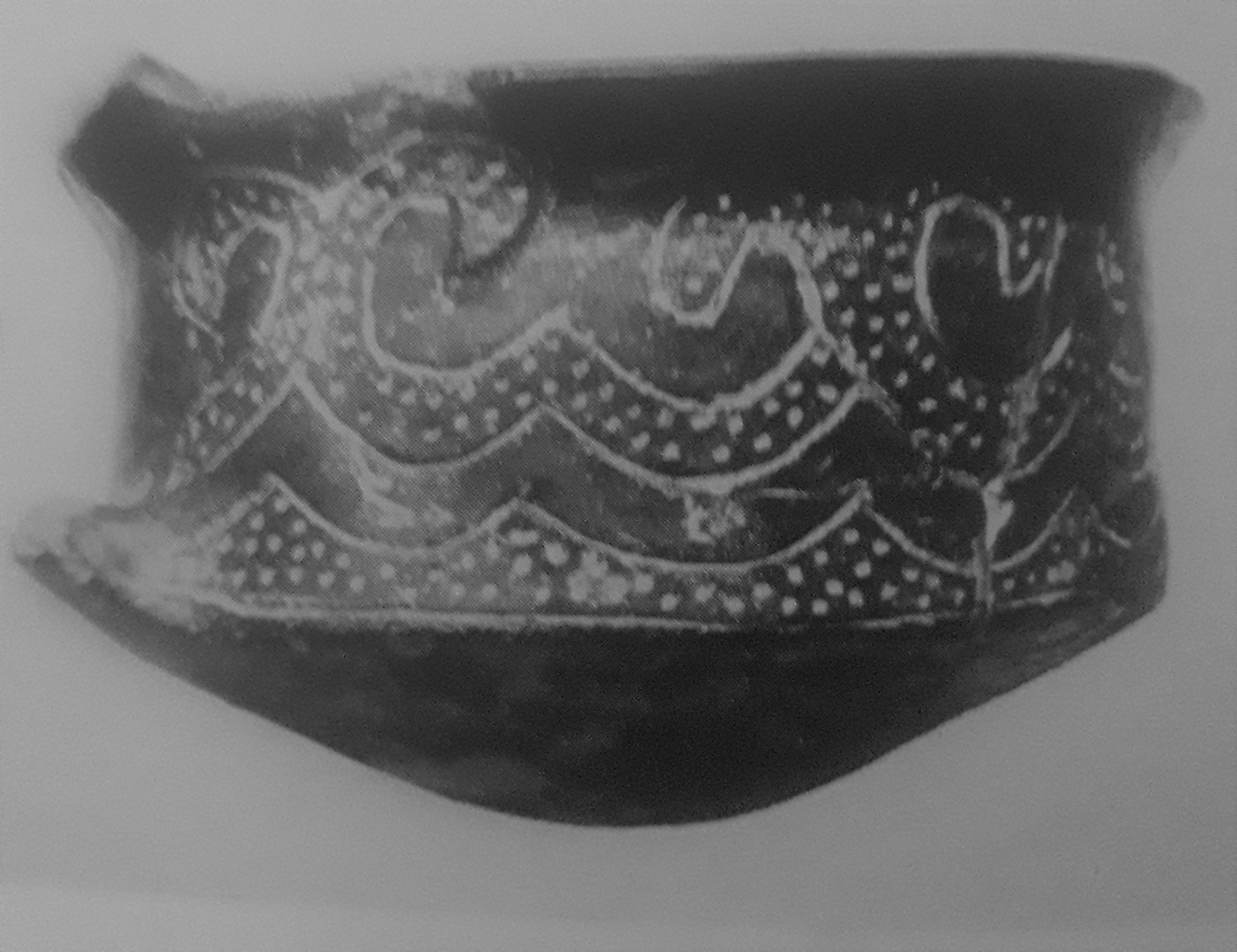
Keramik der Appennin-Kultur

### Latium

#### Capriola-Hügel („Colle della Capriola“)
Der Capriola-Hügel liegt 5 km südlich von Bolsena an der Ostseite des Bolsenasees. In der Antike war Bolsena Teil von Etrurien. Neben den Überresten etruskischer Bauten gibt es auch einen ausgeprägten Ort, der einen Weiler der Apennin-Kultur darstellt, der vom späten Neolithikum bis zum Neolithikum durchgehend bewohnt war, was darauf hindeutet, dass die Bevölkerung schon vor dem Apennin existierte und ihn durch kulturelle Diffusion übernahm. Die 1958 von Raymond Bloch ausgegrabene Stätte zeigt Hütten aus Flechtwerk und Lehm mit Strohdächern, die von inneren Pfählen gestützt wurden. Die Hütten waren etwa 5 × 3 m groß und standen auf in den Fels gehauenen Fundamenten. Sie waren mit Steinmauern zur individuellen Verteidigung umgeben.

#### Luni sul Mignone

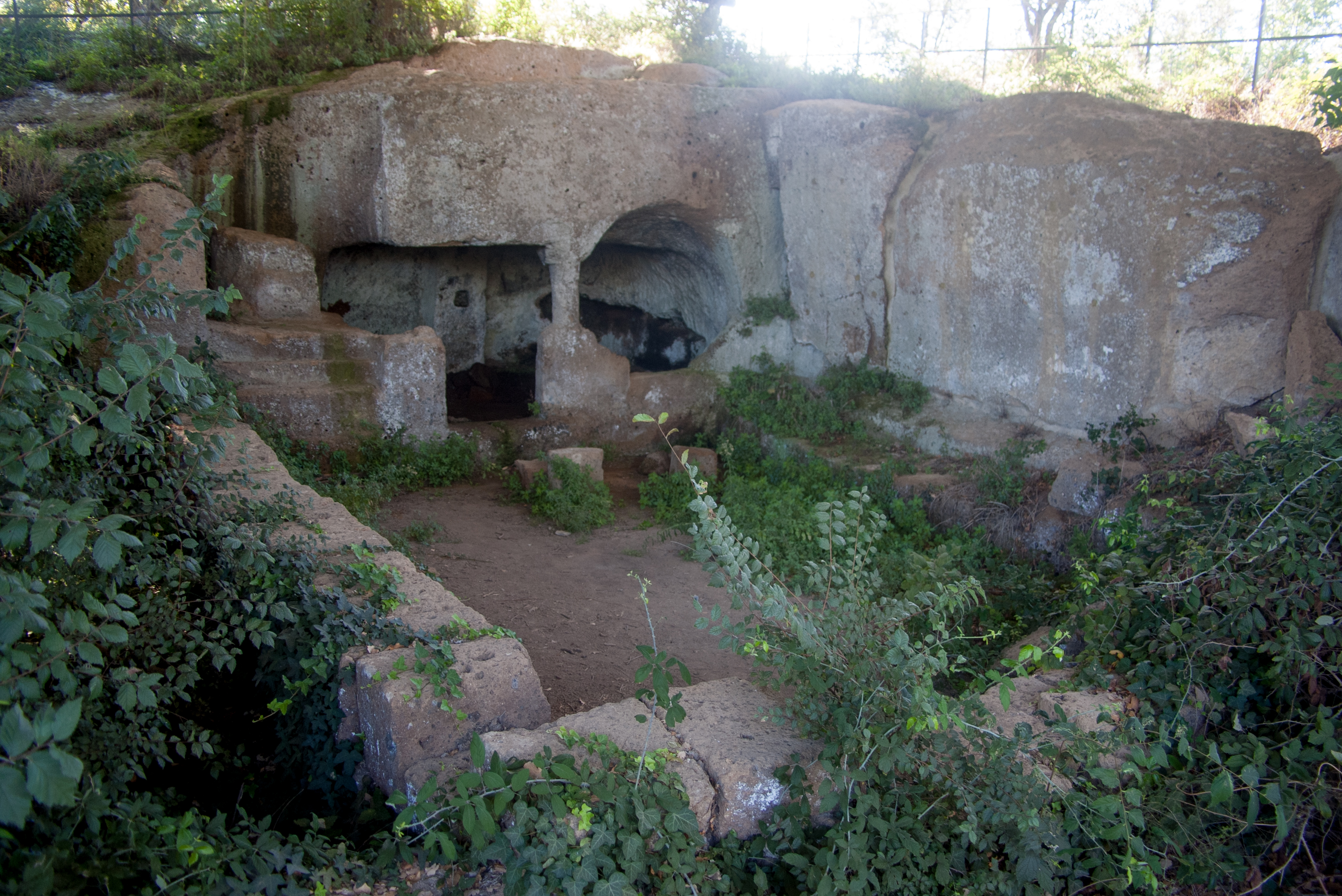
Das monumentale Gebäude in Luni sul Mignone

Etwa 10 km von Blera (nördliches Latium) entfernt, westlich des Ortsteils Civitella Cesi, befindet sich am linken Ufer des Flüsschens Mignone, neben einer verlassenen Eisenbahnbrücke, die Akropolis von Luni sul Mignone. Der Ort ist seit Jahrhunderten verlassen und von Civitella Cesi aus nur zu Fuß zu erreichen.
Auf der Akropolis und in einer Ebene im Osten, Tre Breci, befindet sich eine Stätte, die vom Neolithikum bis zur Eisenzeit durchgehend bewohnt war, zusätzlich zu den Überresten des etruskischen Luni (das damals zu Etrurien gehörte) auf einem nahe gelegenen Hochplateau. Die etruskische Zitadelle ist jüngeren Datums. Ein Teil der Sequenz von Tre Breci gehört zur Apenninkultur.
Diese Stätte wurde 1960/63 vom Schwedischen Institut in Rom ausgegraben. Zahlreiche C-14-Datierungen und die Assoziation von späthelladischer Keramik mit apenninischer Keramik, die beide dort gefunden wurden, dienten zur Datierung der apenninischen Keramikphasen. Der schwedische Archäologe Carl Eric Östenberg fasste sie wie folgt zusammen: I (1350/1300-1250), II (1250-1150), III (1150-1000), IVA (1000-850) und IVB (850-800), d. h. das Apenninische ist eine spätbronzezeitliche Phase, die bis 800 v. Chr. ohne das Villanovanische andauerte.
Bemerkenswert sind die Fundamente von drei Häusern, die bis zu 2,2 m tief in den Fels gehauen wurden und deren Böden aus Stampflehm über Kalksteinsplitt bestehen. Die Längen betragen 7 m, 42 m und 30 m bei einer Breite von 4 m. Die Mauern waren aus Stein, möglicherweise mit Strohdächern. Es gab mehrere Eingänge. Die Keramik bestand hauptsächlich aus Kochgeschirr. Es wurden tragbare Feuerstellen und Handmühlen gefunden, außerdem Reste von Weizen, Gerste, Bohnen und Erbsen. Bei den Tierknochen handelte es sich vor allem um Rinder, aber auch um Schweine, Schafe und Ziegen. Die Bevölkerung betrieb offenbar Ackerbau und Viehzucht. Die Größe der Behausungen und die vielen Eingänge könnten auf Mehrfamilienhäuser hindeuten.

### Kampanien

#### Nola

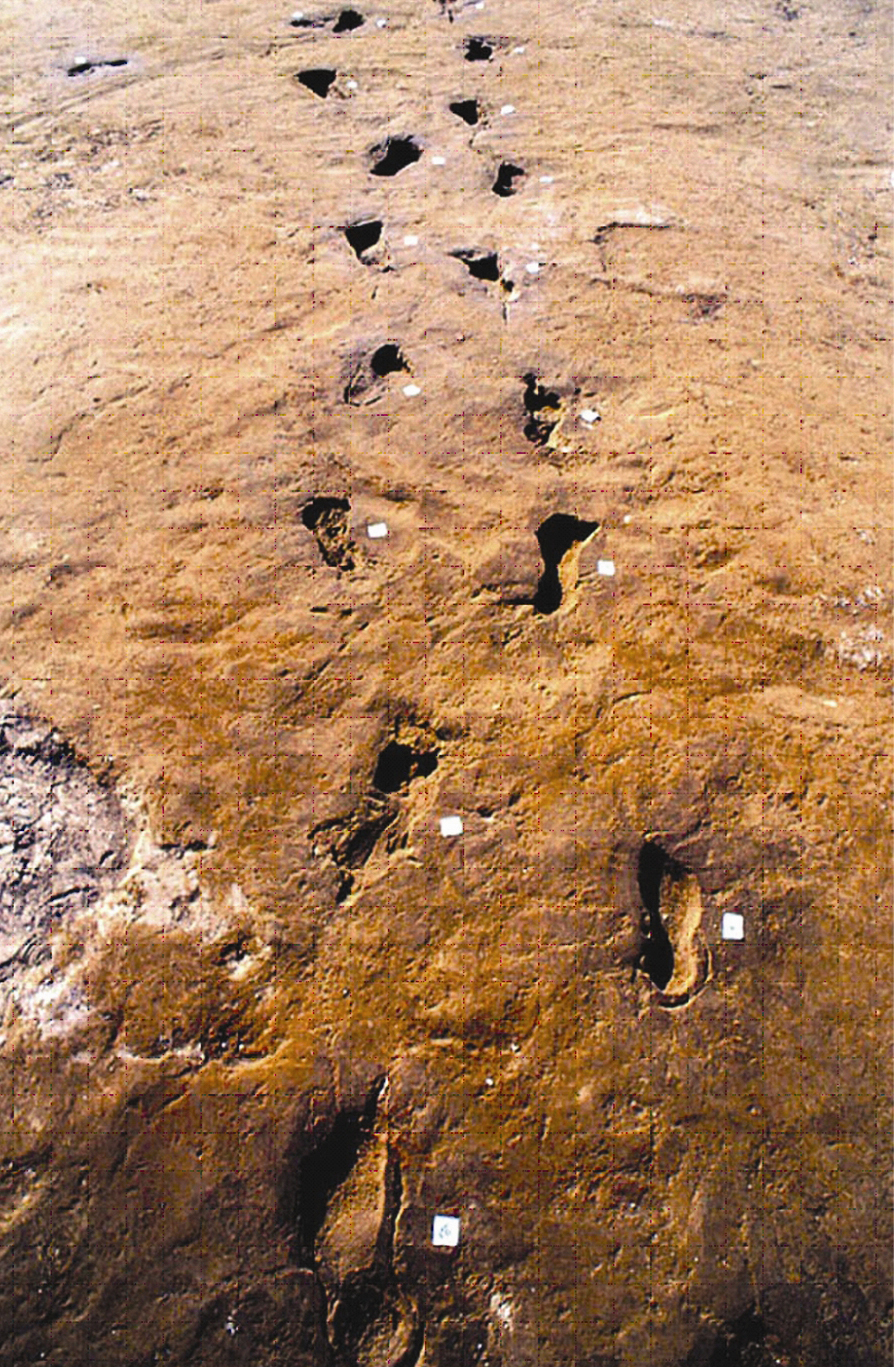
Tausende von Fußabdrücken in den pyroklastischen Ablagerungen des Ausbruchs von Avellino (3460 BP ca.-(+/-65 Jahre, mit Kohlenstoff datiert)) zeugen von einer Massenflucht aus dem Katastrophengebiet.

Die Avellino-Eruption in der Region Kampanien in der Bronzezeit hat in und unter den Sedimenten des pyroklastischen Stroms die Keramik und die Überreste eines Dorfes der Apenninkultur erhalten. Die Fundstelle befindet sich in der Gemeinde Nola, in der Ortschaft Nola-Croce del Papa. Ungewöhnlich an der Fundstelle ist, dass die Formen der verderblichen Gegenstände aus den Hohlräumen, die sie in der Asche hinterlassen haben, eindeutig wiederhergestellt werden konnten. Es wurden Überreste von Ziegen sowie Hufabdrücke von Ziegen, Schafen, Schweinen und Rindern gefunden. Auffallend sind auch die Tausenden von menschlichen Fußabdrücken, die von der in den Apennin fliehenden Bevölkerung in der halb ausgehärteten Asche hinterlassen wurden. Die Überreste lassen darauf schließen, dass Italiker mindestens seit der mittleren Bronzezeit in Kampanien ansässig waren.

### Apulien

#### Coppa Nevigata
Südwestlich von Manfredonia, an der Küste des Gargano im nördlichen Apulien, befinden sich die Überreste einer Stätte, die ursprünglich während des Neolithikums besiedelt war und während der protoapenninischen, apenninischen und subapenninischen Phase der Bronzezeit erneut besiedelt wurde. Die Stätte war befestigt und weist Belege für die frühe Herstellung von Purpurfarben und Olivenöl sowie für Kontakte mit den Zivilisationen der Ägäis auf.